# Österreichische Rauke
Die Österreichische Rauke (Sisymbrium austriacum) ist eine Pflanzenart aus der Gattung der Rauken (Sisymbrium) innerhalb der Familie der Kreuzblütengewächse (Brassicaceae).

## Beschreibung
Die Österreichische Rauke ist eine je nach Unterart und Standort sommer-, winter- oder immergrüne, ein-, zweijährige bis ausdauernde, krautige Pflanze, die Wuchshöhen von meist 15 bis 60, selten bis zu 80 Zentimeter erreicht. Sie bildet im ersten Jahr eine grundständige Blattrosette. Die selbständig aufrechten, verzweigten Stängel sind fast kahl. Im unteren Bereich sind sie mit einzelnen, meist aufwärts gekrümmten Börstchen besetzt. Die Laubblätter sind variabel: schrotsägeförmig, fiederspaltig, fiederteilig bis fast ganzrandig, glänzend und meist kahl. Die unteren Laubblätter sind gestielt, mehr oder weniger tief fiederteilig, mit breit-dreieckigen Blattabschnitten. Die obere Laubblätter sind sitzend und ihre Blattabschnitte sind länger.
Die Blütezeit erstreckt sich von Mai bis Juni. Im traubigen Blütenstand stehen viele Blüten zusammen. Die zwittrigen Blüten sind vierzählig. Die vier Kelchblätter sind 2,3 bis 4 mm lang und ungehörnt. Über die vier goldgelben Kronblätter gibt es unterschiedliche Angaben, entweder sind sie 4 bis 6,5 mm oder 6 bis 8 mm lang. Die 1,2 bis 1,6 mm langen Staubblätter besitzen gelbe 0,6 bis 1 mm lange Staubbeutel. Die Griffel sind 1 bis 3 mm lang.
Die meist 2 bis 4, selten bis zu 6 cm langen, 0,5 bis 1 mm dicken Schoten stehen mehr oder weniger aufrecht auf dünnen, 5 bis 12 mm langen Stielen; die jungen Schoten überragen die Blütenknospen nicht.
Die Chromosomengrundzahl beträgt x = 7; es liegt Diploidie vor, also 2n = 14.

## Ökologie
Die Österreichische Rauke ist ein Hemikryptophyt, Therophyt oder eine Halbrosettenpflanze.
Blütenökologisch handelt es sich bei der Österreichischen Rauke um Scheibenblumen mit mehr oder weniger verborgenem Nektar und Nektarien, die sich an der Basis der Staubblätter befinden. Es erfolgt Insektenbestäubung oder Selbstbestäubung. Die Österreichische Rauke ist selbstkompatibel.
Die Diasporen sind die Samen und es erfolgt durch Selbstausbreitung und Windausbreitung.

## Inhaltsstoffe
Anders als die übrigen Arten der Gattung Sisymbrium enthält die Österreichische Rauke Senföle und herzwirksame Glykoside und ist damit giftig.

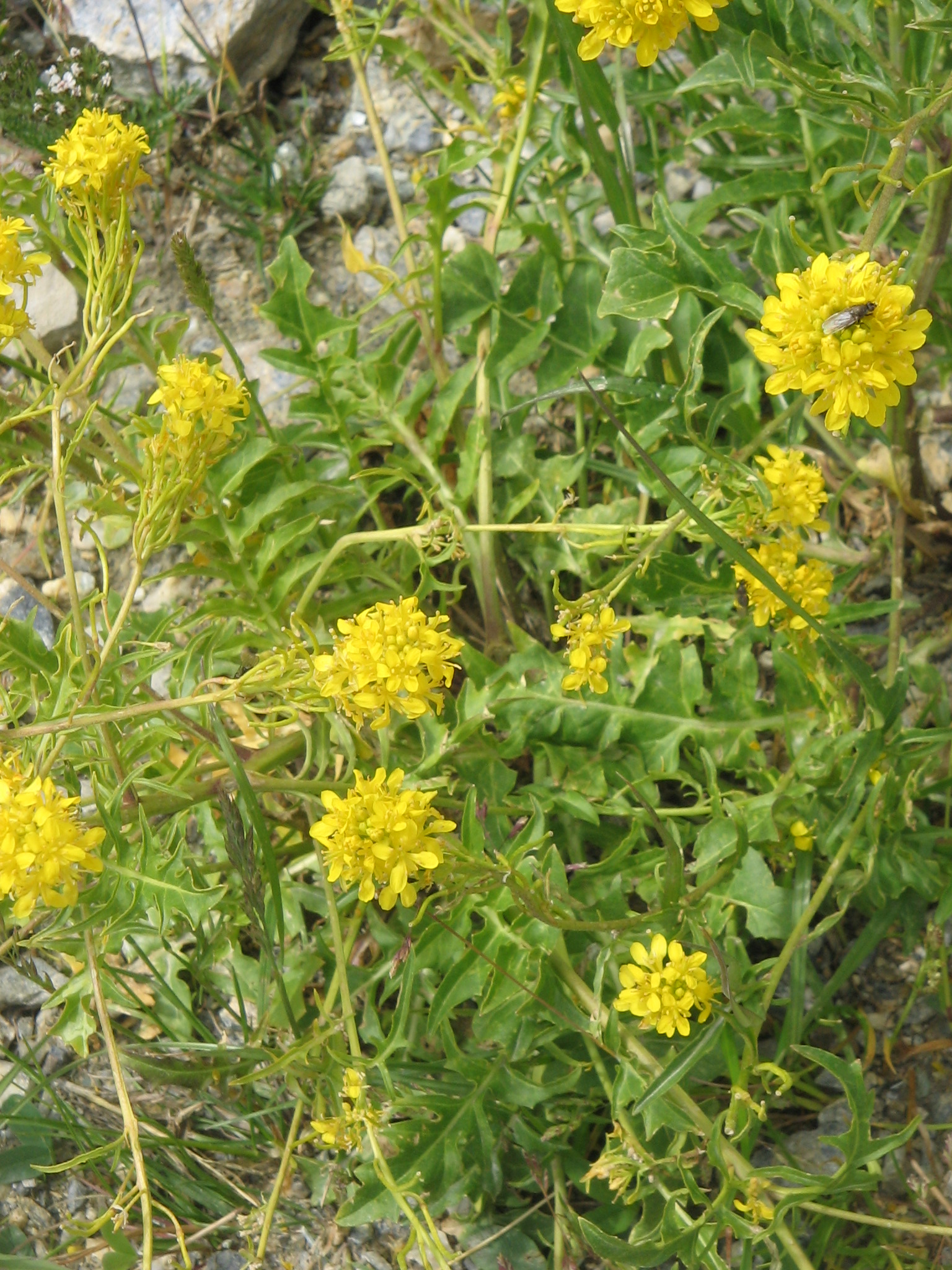
Österreichische Rauke (Sisymbrium austriacum)

## Vorkommen
Das Verbreitungsgebiet weist große Lücken auf. Es erstreckt sich in Süd-, West- und Mitteleuropa von Spanien bis nach Mähren und den Wiener Raum nach Osten, nach Norden bis zum Süntel bei Hameln und nach Thüringen.
Am Mittellauf von Weser, Main und Rhein sowie auf der Schwäbischen und Fränkischen Alb, auch südlich des Genfersees, im Wallis und am Alpenostrand, im Wiener Becken und am Wiener Schneeberg sowie bei Krems tritt sie vereinzelt auf.
Sie besiedelt in Mitteleuropa Wegränder, Felsschutthalden und Mauern. Sie ist in Mitteleuropa gebietsweise eine Charakterart des Sisymbrio-Asperuginetum aus dem Verband Sisymbrion zusammen mit dem Scharfkraut (Asperugo procumbens), der Tauben Trespe (Bromus sterilis), der Dach-Trespe (Bromus tectorum) oder der Gewöhnlichen Besenrauke (Descurainia sophia). Sie kommt aber auch in Gesellschaften des Verbands Arction vor.
Die Österreichische Rauke gedeiht auf kalkhaltigen, nährstoffreichen, steinigen Böden, die arm an Feinerde sein können, aber sommerwarm sein sollen. Sie gedeiht gern in Felsgrotten. Sie steigt an der Frauenmauerhöhle in der Steiermark bis 1560 Meter und im Wallis bis 2500 Meter Meereshöhe auf.
In Deutschland findet man nur die Unterart Sisymbrium austriacum subsp. austriacum.
Die ökologischen Zeigerwerte nach Landolt & al. 2010 sind in der Schweiz: Feuchtezahl F = 2+ (frisch), Lichtzahl L = 4 (hell), Reaktionszahl R = 4 (neutral bis basisch), Temperaturzahl T = 4+ (warm-kollin), Nährstoffzahl N = 4 (nährstoffreich), Kontinentalitätszahl K = 4 (subkontinental).

## Systematik
Die Erstveröffentlichung von Sisymbrium austriacum erfolgte 1775 durch Nikolaus Joseph von Jacquin in Florae Austriaceae, Band 3, S. 35. Synonyme für Sisymbrium austriacum Jacq. sind: Sisymbrium multisiliquosum Willk., Sisymbrium pyrenaicum (L.) Vill. nom. illeg., Sisymbrium pyrenaicum subsp. austriacum (Jacq.) Schinz & Thell.
Von der Art Sisymbrium austriacum werden vier Unterarten beschrieben:
- Sisymbrium austriacum Jacq. subsp. austriacum (Syn.: Sisymbrium acutangulum DC., Sisymbrium erysimifolium Pourr., Sisymbrium tillieri Willd., Sisymbrium villarsii Jord., Sisymbrium austriacum subsp. erysimifolium (Pourr.) Rouy & Foucaud, Sisymbrium austriacum subsp. tillieri (Willd.) Valbusa, Sisymbrium austriacum subsp. villarsii (Jord.) Rouy & Foucaud): Sie kommt heute im Gesamtverbreitungsgebiet der Art vor; ob sie ursprünglich auch auf der Iberischen Halbinsel beheimatet war, ist nicht gesichert. Es ist eine zweijährige krautige Pflanze.
- Sisymbrium austriacum subsp. chrysanthum (Jord.) Rouy & Foucaud (Syn.: Sisymbrium chrysanthum Jord., Sisymbrium acutangulum subsp. chrysanthum (Jord.) Cadevall): Sie ist in den Pyrenäen und auf der nördlichen Iberischen Halbinsel verbreitet. Es gibt Vorkommen in Andorra sowie Frankreich und sie kommt in Portugal nur in der Provinz Minho vor, im nördlichen Spanien ist sie weiter verbreitet. Die variable Unterart ist eine ausdauernde krautige Pflanze.[10]
- Sisymbrium austriacum subsp. contortum (Cav.) Rouy & Foucaud (Syn.: Sisymbrium contortum Cav., Sisymbrium matritense Pau, Sisymbrium pyrenaicum subsp. contortum (Cav.) Thell.): Sie kommt in Frankreich, Spanien und Portugal vor. Sie wächst als einjährige oder ausdauernde krautige Pflanze.
- Sisymbrium austriacum subsp. hispanicum (Jacq.) P.W.Ball & Heywood (Syn.: Sisymbrium hispanicum Jacq.): Sie ist nur in Spanien beheimatet. Sie wächst als einjährige oder zweijährige krautige Pflanze.